# Rasa Mažeikytė
Rasa Mažeikytė (Klaipėda, 31 de marzo de 1976) es una deportista lituana que compitió en ciclismo en la modalidad de pista. Ganó una medalla de bronce en el Campeonato Mundial de Ciclismo en Pista de 1999, en la prueba de persecución individual.
Participó en dos Juegos Olímpicos de Verano, en Atlanta 1996 ocupó 6º lugar en persecución individual, y en Sídney 2000 el 11.º lugar en la misma prueba y el 12.º en la carrera por puntos.

## Medallero internacional
| Campeonato Mundial | Campeonato Mundial | Campeonato Mundial | Campeonato Mundial     |
| Año                | Lugar              | Medalla            | Competición            |
| ------------------ | ------------------ | ------------------ | ---------------------- |
| 1999               | Berlín (Alemania)  | Medalla de bronce  | Persecución individual |